# 桐宮玲香
桐宮 玲香（きりみや れいか、1999年9月3日 - ）は、日本で活動する女優である。神奈川県出身。現在はフリーで活動。

## 来歴・人物
高校の音楽科を卒業後、東京音楽大学声楽科に入学。
2022年3月同大学を卒業。
高校・大学在学中にいくつかの声楽コンクールに入賞。
2018年より山王プロダクションに所属。同年9月、舞台「MAGICxMAGIC」キャロル役で初舞台を踏む。
現在は主に舞台で活動する。
2020年2月末をもって山王プロダクションを退所。6月よりアンセムに移籍した。
特技は歌・ダンス・バレエ・ピアノ。
趣味は芸術鑑賞・読書・英会話・調べもの。
英検・漢検ともに2級を所持している。

## 主な出演作品

### 舞台
- MAGICxMAGIC[2]（2018年9月5日 - 8日、浅草六区ゆめまち劇場、PaniCrew中野智行演出） - キャロル 役
- ミュージカルライブ　星の王子さま[3]（2018年10月11日、渋谷eplus リビングルームカフェ&ダイニング ひのあらた、渋谷真紀子演出） - 点灯夫 役
- ミュージカルコメディGO,JET!GO!GO!vol.9〜ラストメモリーは突然に〜[4]2019年2月14日 - 24日、A-Garage、Air-studio 須田祐大演出） - A班:ヒロイン早紀 役
- 黄昏エモーション[5]（2019年3月15日 - 21日、A-Garage、Air-studio 須田祐大演出） - A班:美優 役 / B班:村上亜梨奈 役
- ミュージカル座　おでかけ姫[6]（2019年9月25日 - 29日、六行会ホール、ハマナカトオル演出） - 星組:田中亜梨砂 / アリス 役
- リライト[7]（2020年2月11日 - 16日、中目黒キンケロシアター、PaniCrew 中野智行演出） - Team EAST:真北アリス / アリス 役
- ミュージカル座　ひめゆり[8]（2020年10月20日 - 25日、彩の国さいたま芸術劇場大ホール、ハマナカトオル演出）※公演中止 - 月組:クミ 役
- ミュージカルコメディGO,JET!GO!GO!vol.12〜歌えよ乙女、言の葉ウォーターフォール〜[9]（2021年]2月18日 - 3月1日、A-Garage、Air-studio 須田祐大演出） - B班:早紀 役
- ミュージカルコメディGO,JET!GO!GO!Olympic[10]2021年]7月8日、A-Garage、Air-studio 須田祐大演出）
- ミュージカル座　ルルドの奇跡[11]（2022年2月24日 - 27日、光が丘IMA HALL、梅沢明恵演出）-　星組ジャンヌ 役
- 劇団25、6時間第3回本公演　魔法はひとつじゃありません![12]（2022年3月24日 - 28日、キーノート・シアター、黒川一将演出）- 金子すずめ 役
- ミュージカル座　ひめゆり[13] （2022年7月8日 - 12日、戸田市文化会館大ホール、梅沢明恵演出）-  月組ちよ 役
- 日越外交関係樹立50周年記念・新作オペラ・プロジェクト　アニオー姫[14]（2023年11月４日、昭和女子大学　人見記念講堂、大山大輔演出）- 日本プレミア公演合唱団
- ミュージカル座　サイト[15]（2024年1月17日 - 1月21日、六行会ホール、梅沢明恵演出) - 月組にせ北島マヤ役

### 映像
- ウルトラマンR/B (2018年）
- NHK大河ドラマ「いだてん〜東京オリムピック噺〜」[16]（2019年） - 女学生 役
- 中居正広の金曜日のスマイルたちへ 2時間スペシャル（2020年） - 再現ドラマ:友人 役
- テレビ朝日「全力坂[17]」（2022年）

### 広告
- カルチュア・コンビニエンス・クラブ　新卒採用web動画（2019年）
- ハリーポッター魔法同盟　アプリ（2019年）
- YouTubeチャンネル『君とすべりたい♪』（2021年）

### その他
- ミュージカルコメディGO,JET!GO!GO!vol.9〜ラストメモリーは突然に〜
- Freschi Pomposo〜若き演奏家による華麗なるコンサート〜[18]（2019年12月8日、新大久保 STUDIO VIRTUOSI） - 本人主催
- まさはるの部屋(仮) vol.16（2020年11月21日、高円寺 スタジオK、菊地まさはる主催） - ゲスト出演
- ミュージカルコメディGO,JET!GO!GO!vol.12〜歌えよ乙女、言の葉ウォーターフォール〜
- Freschi Pomposo〜フレスキポンポーゾ〜vol.2（2021年）
- 『美少女図鑑STREET』（2021年）
- 『埼玉美少女図鑑』創刊号（2021年）
- 『口と足で描いた絵』2021秋冬グッズカタログ（2021年）
- うたFes!CompanyConcert vol.3 LiveA (2022年12月４日、東京倶楽部目黒店）
- 桐宮玲香TALK&LIVE [19](2023年2月26日、赤坂Tonalite、MC立花裕人）
- Offza　ミュージカルショー世界旅行編〜第一便〜[20]（2023年3月3日・4月7日、Cafe&Diner Offza、福永悠二演出）- CA2
- うたFes!CompanyConcert vol.4 Live U (2023年4月15日、東京倶楽部目黒店）
- Offza　ライヴイベントColorful（2023年4月22日、Cafe&Diner Offza）
- Offza　ミュージカルショー世界旅行編〜第二便〜[21]（2023年7月14日・７月21日、Cafe&Diner Offza、福永悠二演出）- CA2
- Offza　ミュージカルColorful (2023年10月9日、Cafe&Diner Offza）
- Offza　ミュージカルショー世界旅行編〜第二便〜延長公演[22]（2023年11月19日・12月7日、Cafe&Diner Offza、福永悠二演出）- CA2

## 入賞歴
- 第36回アジア国際音楽コンサート声楽部門優秀賞（2016年）
- 第20回長江杯国際音楽コンクール声楽部門高校の部優秀賞（2017年）
- 第24回長江杯国際音楽コンクール声楽部門大学の部第5位受賞（2021年）